# Magnus Fredriksson
Stig Magnus Ingemar Fredriksson (Falköping, 28 de enero de 1960) es un deportista sueco que compitió en lucha grecorromana. Ganó dos medallas de bronce en el Campeonato Mundial de Lucha entre los años 1986 y 1989, y una medalla de bronce en el Campeonato Europeo de Lucha de 1992.
Participó en dos Juegos Olímpicos de Verano, ocupando el cuarto lugar en Barcelona 1992 y el sexto lugar en Seúl 1988.

## Palmarés internacional
| Campeonato Mundial | Campeonato Mundial     | Campeonato Mundial | Campeonato Mundial |
| Año                | Lugar                  | Medalla            | Categoría          |
| ------------------ | ---------------------- | ------------------ | ------------------ |
| 1986               | Budapest (Hungría)     | Medalla de bronce  | 82 kg              |
| 1989               | Martigny (Suiza)       | Medalla de bronce  | 82 kg              |
| Campeonato Europeo |                        |                    |                    |
| Año                | Lugar                  | Medalla            | Categoría          |
| 1992               | Copenhague (Dinamarca) | Medalla de plata   | 82 kg              |